# 施穆埃河
46°46′27″N 9°08′38″E / 46.77403°N 9.14394°E

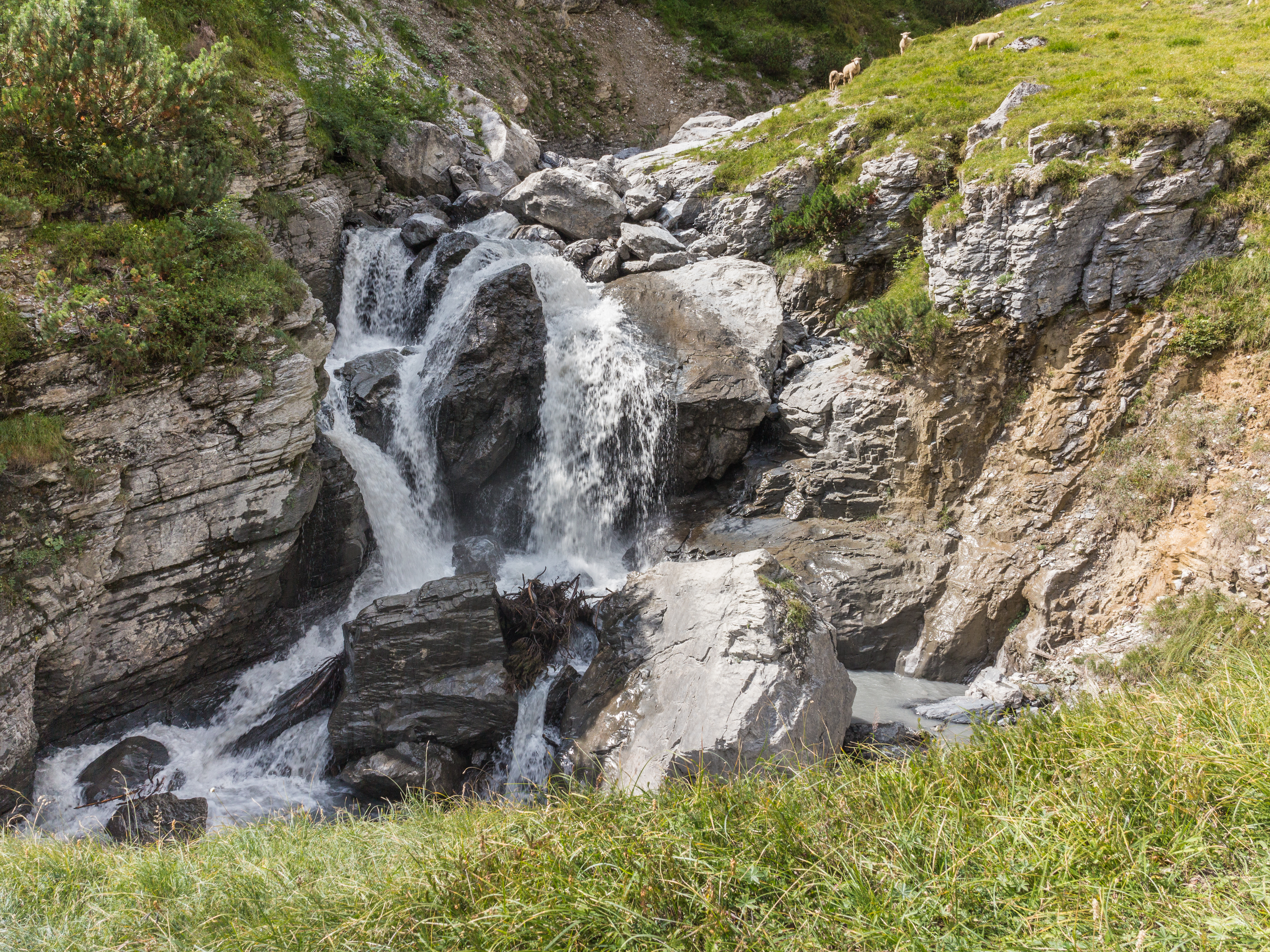

施穆埃河是瑞士的河流，位於該國東南部，流經格勞賓登州，屬於前萊茵河的左支流，河道全長12.1公里，流域面積100.6平方公里，河口處在魯奧因。